# Diocesi di Issele-Uku
La diocesi di Issele-Uku (in latino Dioecesis Isseleukuana) è una sede della Chiesa cattolica in Nigeria suffraganea dell'arcidiocesi di Benin City. Nel 2021 contava 329.930 battezzati su 1.469.570 abitanti. È retta dal vescovo Michael Odogwu Elue.

## Territorio
La diocesi comprende le seguenti Local Government Areas dello stato nigeriano del Delta: Aniocha North, Aniocha South, Oshimili North, Oshimili South, Ika North-East e Ika South.
Sede vescovile è la città di Issele-Uku, dove si trova la cattedrale di San Paolo.
Il territorio è suddiviso in 94 parrocchie.

## Storia
La diocesi è stata eretta il 5 luglio 1973 con la bolla Qui pastoris di papa Paolo VI, ricavandone il territorio dalla diocesi di Benin City (oggi arcidiocesi).

## Cronotassi dei vescovi
Si omettono i periodi di sede vacante non superiori ai 2 anni o non storicamente accertati.
- Anthony Okonkwo Gbuji (5 luglio 1973 - 8 novembre 1996 nominato vescovo di Enugu)
- Emmanuel Otteh † (8 novembre 1996 - 14 novembre 2003 ritirato)
- Michael Odogwu Elue, dal 14 novembre 2003

## Statistiche
La diocesi nel 2021 su una popolazione di 1.469.570 persone contava 329.930 battezzati, corrispondenti al 22,5% del totale.
| anno | popolazione | popolazione | popolazione | presbiteri | presbiteri | presbiteri | presbiteri                | diaconi | religiosi | religiosi | parrocchie |
| anno | battezzati  | totale      | %           | numero     | secolari   | regolari   | battezzati per presbitero | diaconi | uomini    | donne     | parrocchie |
| ---- | ----------- | ----------- | ----------- | ---------- | ---------- | ---------- | ------------------------- | ------- | --------- | --------- | ---------- |
| 1980 | 64.312      | 406.000     | 15,8        | 23         | 13         | 10         | 2.796                     |         | 10        | 21        | 13         |
| 1990 | 99.727      | 358.142     | 27,8        | 35         | 30         | 5          | 2.849                     |         | 12        | 46        | 22         |
| 1999 | 240.184     | 715.878     | 33,6        | 55         | 47         | 8          | 4.366                     |         | 15        | 60        | 31         |
| 2000 | 245.186     | 734.199     | 33,4        | 60         | 51         | 9          | 4.086                     |         | 18        | 61        | 35         |
| 2001 | 254.995     | 785.594     | 32,5        | 67         | 58         | 9          | 3.805                     |         | 18        | 61        | 35         |
| 2002 | 275.300     | 883.790     | 31,1        | 65         | 57         | 8          | 4.235                     |         | 17        | 83        | 36         |
| 2003 | 283.850     | 905.884     | 31,3        | 66         | 57         | 9          | 4.300                     |         | 18        | 93        | 36         |
| 2004 | 292.366     | 951.117     | 30,7        | 76         | 66         | 10         | 3.846                     |         | 19        | 101       | 36         |
| 2006 | 308.596     | 996.410     | 31,0        | 89         | 79         | 10         | 3.467                     |         | 28        | 118       | 36         |
| 2013 | 380.000     | 1.205.000   | 31,5        | 140        | 130        | 10         | 2.714                     |         | 28        | 149       | 72         |
| 2016 | 276.114     | 1.284.888   | 21,5        | 176        | 166        | 10         | 1.568                     |         | 33        | 151       | 82         |
| 2019 | 311.600     | 1.388.000   | 22,4        | 206        | 197        | 9          | 1.512                     |         | 10        | 155       | 92         |
| 2021 | 329.930     | 1.469.570   | 22,5        | 196        | 196        |            | 1.683                     |         | 1         | 12        | 94         |